# Borås
Borås je grad u jugozapadnoj Švedskoj u županiji Västra Götaland.

## Stanovništvo
Prema podacima o broju stanovnika iz 2005. godine u gradu Boråsu živi 63.441 stanovnika, dok je prosječna gustoća naseljenosti 2,143 stan./km2.

## Vanjske poveznice
- Službene stranice grada

### Ostali projekti
|  | Zajednički poslužitelj ima još gradiva o temi Borås |